# Хаджар
Ал Ха́джар (в някои източници се срещат и като Омански планини) (на арабски: جبال الحجر; букв. „каменни планини“) е планина в североизточната част на Оман и източната част на Обединените арабски емирства и е най-високата планина на Арабския полуостров. Простира се от северозапад на югоизток на протежение над 650 km покрай бреговете на  Оманския залив на Арабско море. Дели се на северозападна (по-дълга и по-висока) и източна (по-къса и по-ниска, наречена Ал Хаджар еш Шарки) част, като границата между тях е долината на уади (суха долина) Самаил. През нея минава и най-удобния път между крайбрежието и вътрешните райони на страната, тъй като планината е труднопроходима и има много малко проходи. Поради тази причина, в долината на уади Самаил преминават автомобилни шосета, нефтопроводи, електрически далекопроводи и телефонни линии. Планината се пресича и от други уади, които се пълнят с вода само през дъждовния сезон. Централната част на Ал Хаджар се нарича Ал Ахдар и тук се намира най-високата част на масива – връх Шам (3017 m). Източните склонове постепенно се снижават към крайбрежната низина Ал Батина от 1500 m до 200 m. Склоновете на Ал Хаджар на много участъци са отвесни и образуват каньони и скални откоси високи до 1000 m. Планините Ал Хаджар са едни от най-младите на планетата. Образувани са в епохата на Алпийската орогенеза и са изградени предимно от варовици, базалти и серпентинити.
Планината е почти лишена от растителна покривка, но въпреки това тук се намират ред ендемити. Югозападните и западните подножия и предпланинските участъци са заети от тропически пустини, а по склоновете е развита саванна растителност. В югоизточните части (в Ал Хаджар еш Шарки) във връзка с по-влажния климат са развити мусонни тропични гори, а в горния пояс – пасища. Голям контраст с голите скали представляват долините на уади, гъсто обрасли с палми, храсти и блатни треви. Тук, както и в оазисите, растат фурми, цитруси, банани и други плодове, за които се използва от столетия местната система за изкуствено напояване фаладж. Отглеждат се и рози. Растителността се променя с надморската височина и е сходна с тази на Иран и други съседни страни. Например дървото Ceratonia oreothauma се среща тук и в Сомалия. Като се изключат централните уади, планинските райони са слабо населени. Поради тази причина, тук са се запазили такива редки животински видове, като арабски леопард, планинска газела и арабски тар, който е и ендемит. Сред ендемитите се открояват много гущери и гекони.

## Заплахи
Ал Хаджар се използва обширно за паша на домашни козли, камили и магарета, а теренът е разчистен в някои части за градски зони и рудодобив, което вреди на растителността водните запаси. Бракониерството е друг голям проблем. Оманското правителство е създало резерват в източната част на планината, с цел защита на арабския тар и планинските газели.